# Aranyos sármány
Az aranyos sármány  (Emberiza aureola) a madarak osztályának verébalakúak (Passeriformes) rendjébe és a sármányfélék (Emberizidae) családjába tartozó faj.

## Előfordulása
Európa északkeleti részén és Ázsia északi részén költ. Telelni délre indul, Indiába és Kínába.

## Alfajai
- Emberiza aureola aureola
- Emberiza aureola ornata

## Megjelenése
Testhossza 14 centiméter, szárnyfesztávolsága pedig 22–24 centiméter. A hím szemsávja, orcája és álla fekete, szeme vörhenyesbarna, csőre sárgás, az alsó káva vörhenyes. Háti oldala rozsdabarna, hasioldala sárga.
|  |  |

## Életmódja
Rovarokkal táplálkozik, de a magvakat is elfogyasztja.

## Szaporodása
Fészekalja 4-6 tojásból áll.